# Surville (Manche)
Surville ist eine Ortschaft und eine ehemalige französische Gemeinde mit  197 Einwohnern (Stand 1. Januar 2022) im Département Manche in der Region Normandie.
Mit Wirkung vom 1. Januar 2016 wurden die früheren Gemeinden Baudreville, Bolleville, Glatigny, La Haye-du-Puits, Mobecq, Montgardon, Saint-Rémy-des-Landes, Saint-Symphorien-le-Valois und Surville zur Commune nouvelle La Haye zusammengelegt und haben dort den Status einer Commune déléguée. Der Verwaltungssitz befindet sich im Ort La Haye-du-Puits.

## Lage
Die Ortschaft grenzt im Westen an den Ärmelkanal.
Nachbarorte sind Saint-Rémy-des-Landes, Baudreville und Bolleville im Norden, Saint-Symphorien-le-Valois und Montgardon im Osten und Glatigny im Süden. Surville wurde mit Wirkung vom 1. Januar 2016 mit Baudreville, Bolleville, Glatigny, La Haye-du-Puits, Mobecq, Montgardon, Saint-Rémy-des-Landes und Saint-Symphorien-le-Valois zur Commune nouvelle La Haye zusammengelegt.

## Bevölkerungsentwicklung

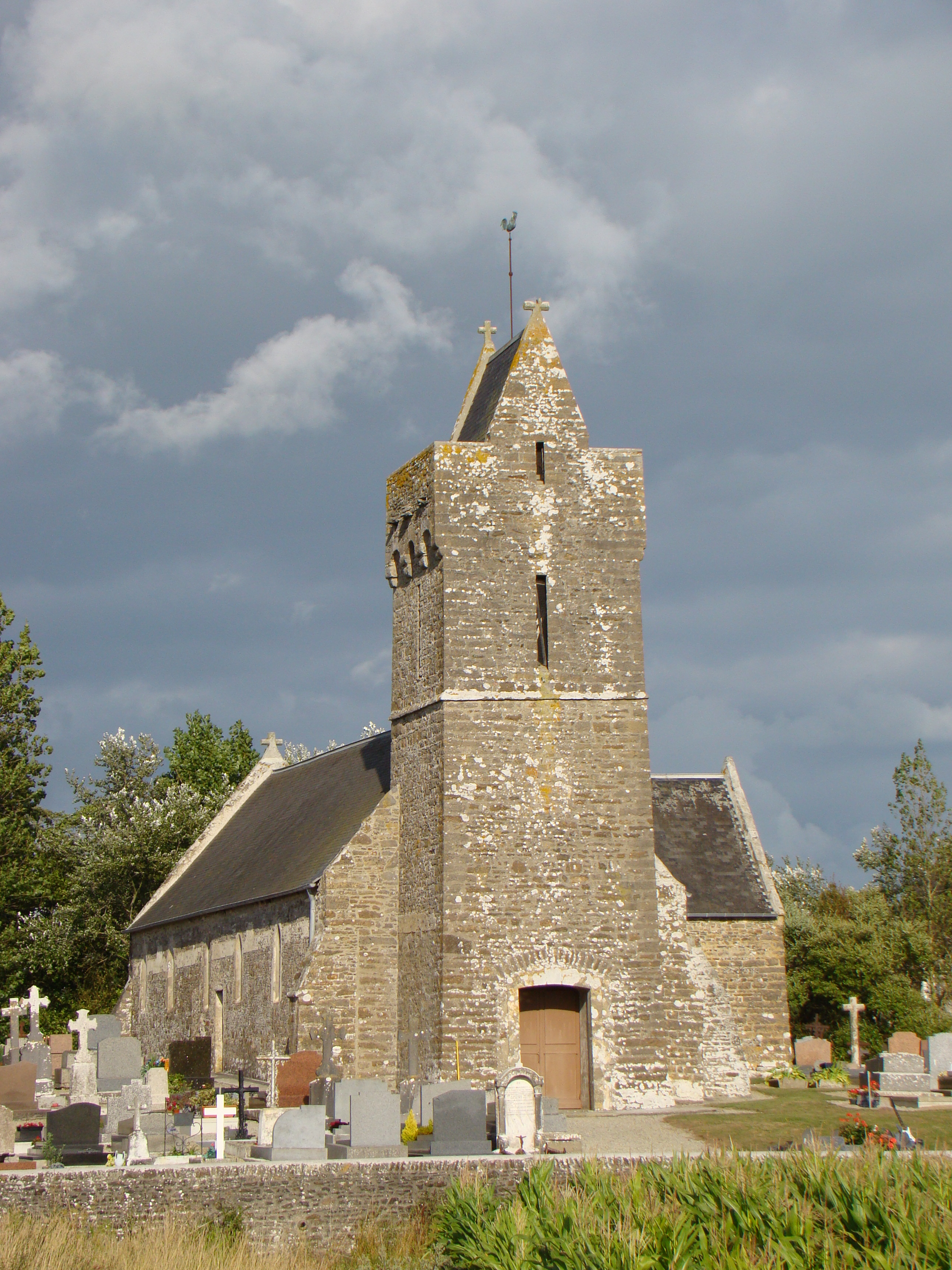
Kirche Notre-Dame

| Jahr      | 1962 | 1968 | 1975 | 1982 | 1990 | 1999 | 2008 | 2015 |
| --------- | ---- | ---- | ---- | ---- | ---- | ---- | ---- | ---- |
| Einwohner | 185  | 170  | 185  | 186  | 167  | 134  | 199  | 189  |